# اوفا
اوفا (به روسی: Уфа́، باشقیری: Өфө, Öfö، لاتین: Ufa، پایتخت جمهوری باشقیرستان در فدراسیون روسیه است.

## مساحت و جمعیت
مساحت اوفا حدود ۷۱۰ کیلومتر مربع است و جمعیت آن در سال ۲۰۰۵ حدود یک میلیون و سی‌وشش هزار نفر برآورد شده‌است.

## جغرافیا
این شهر یکی از مراکز صنعتی منطقه اورال در مرکز روسیه است.

## تاریخ

پرچم اوفا

اوفا در ۱۵۷۴ میلادی توسط ایوان چهارم تزار روسیه بنا شد. ابتدا به نام تپه‌ای که بر روی آن بنا شده بود تورا تاو نامیده می‌شد ولی بعد به اوفا (به معنی کوچک در ترکی) معروف شد.

## شهرهای خواهرخوانده

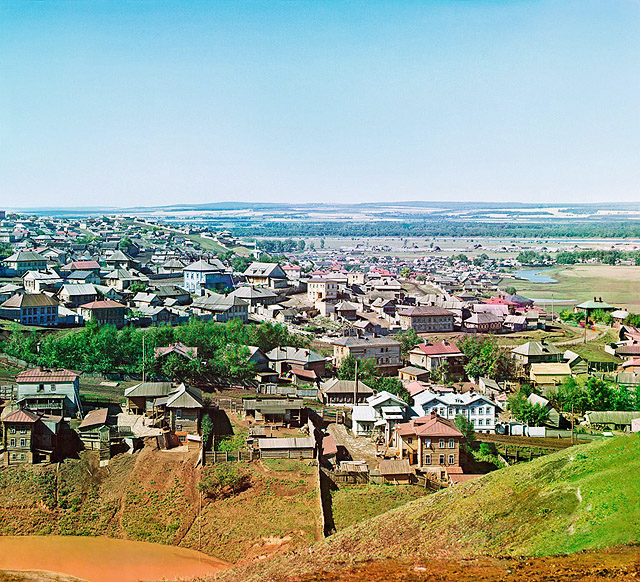
نمایی از شهر اوفا در سال ۱۹۱۰

- آنکارا، ترکیه